# Hull City Association Football Club 2021-2022

Questa voce raccoglie le informazioni riguardanti lo Hull City Association Football Club nelle competizioni ufficiali della stagione 2021-2022.

## Maglie e sponsor
| Casa | Trasferta | Terza maglia |

Sponsor ufficiale: Giacom
Fornitore tecnico: Umbro

## Rosa
Rosa aggiornata al 1 febbraio 2022.
| N. |                        | Ruolo | Calciatore                   |
| -- | ---------------------- | ----- | ---------------------------- |
| 1  | Inghilterra (bandiera) | P     | Matt Ingram                  |
| 2  | Inghilterra (bandiera) | D     | Lewie Coyle                  |
| 3  | Australia (bandiera)   | D     | Callum Elder                 |
| 4  | Inghilterra (bandiera) | D     | Jacob Greaves                |
| 5  | Inghilterra (bandiera) | D     | Alfie Jones                  |
| 6  | Inghilterra (bandiera) | C     | Richard Smallwood (capitano) |
| 7  | Inghilterra (bandiera) | A     | Mallik Wilks                 |
| 8  | Scozia (bandiera)      | C     | Greg Docherty                |
| 9  | Inghilterra (bandiera) | A     | Tom Eaves                    |
| 10 | Inghilterra (bandiera) | C     | George Honeyman              |
| 11 | Inghilterra (bandiera) | A     | Keane Lewis-Potter           |
| 12 | Inghilterra (bandiera) | D     | Josh Emmanuel                |
| 13 | Inghilterra (bandiera) | P     | Nathan Baxter                |
| 14 | Inghilterra (bandiera) | C     | Andy Cannon                  |
| 16 | Inghilterra (bandiera) | C     | Ryan Longman                 |

| N. |                        | Ruolo | Calciatore            |
| -- | ---------------------- | ----- | --------------------- |
| 17 | Irlanda (bandiera)     | D     | Sean McLoughlin       |
| 18 | Inghilterra (bandiera) | C     | George Moncur         |
| 19 | Inghilterra (bandiera) | C     | Randell Williams      |
| 20 | Iran (bandiera)        | A     | Allahyar Sayyadmanesh |
| 21 | Inghilterra (bandiera) | D     | Brandon Fleming       |
| 22 | Inghilterra (bandiera) | A     | Tyler Smith           |
| 23 | Inghilterra (bandiera) | C     | Tom Huddlestone       |
| 24 | Giamaica (bandiera)    | D     | Di'Shon Bernard       |
| 25 | Ghana (bandiera)       | D     | Festus Arthur         |
| 28 | Inghilterra (bandiera) | C     | Regan Slater          |
| 32 | Inghilterra (bandiera) | P     | Harvey Cartwright     |
| 34 | Inghilterra (bandiera) | C     | Callum Jones          |
| 39 | Inghilterra (bandiera) | C     | Josh Hinds            |
| 44 | Finlandia (bandiera)   | A     | Marcus Forss          |
| 45 | Inghilterra (bandiera) | C     | Liam Walsh            |